# Смирин, Григорий Ефимович
Григорий Ефимович Смирин (латыш. Grigorijs Smirins; 11 марта 1955, Дрисса, Белоруссия — 16 января 2017, Рига, Латвия) — латвийский историк, общественный деятель, редактор, доктор исторических наук, один из первых исследователей иудаики в современной Латвии.

## Биография
Григорий Смирин родился в городке Дрисса Белорусской ССР. В возрасте 10 лет вместе с родителями переехал в Латвию, в Юрмалу, где окончил среднюю школу и затем поступил в Латвийский госуниверситет на факультет журналистики, который окончил в 1977 году как профессиональный редактор.
Получив распределение в издательство «Zinātne» при Академии Наук ЛССР, он проработал там до 1990 года, редактируя книги на русском языке.
Во время учёбы увлекся историческими исследованиями, особо заинтересовавшись иудаикой. Темой его кандидатской диссертации стали «Периодические издания советов Латвии (март 1917 — февраль 1918 г.)». Он защитил эту работу в Институте истории Латвии Академии Наук Латвийской ССР в 1990 году, в 1993 году в результате нострификации советских дипломов ему была присвоена докторская степень. В диссертации Смирин впервые дал обзор латвийской прессы рассматриваемого периода на идише. Изучение религии, истории, культуры и быта еврейского народа стало призванием учёного.
Затем 14 лет Смирин отдал издательству «Zvaigzne ABC». В общей сложности как редактор он выпустил более 400 книг.
Главным делом своей жизни Смирин считал подготовку к изданию «Записок» Эльмара Ривоша. «Ничего более сильного о войне в Риге не читал и не думаю, что есть и будет», — говорил Григорий Ефимович.
С февраля 2006 года по апрель 2008-го Смирин возглавлял музей Рижской еврейской общины «Евреи в Латвии». В этот период участвовал в конференциях по теме Холокоста в Латвии, подготовил научные статьи на эту тему, раскрыв её с точки зрения объекта этого геноцида — самих евреев.
С 2008 года он был ведущим научным сотрудником общества «Шамир» и Музея Рижского гетто, обеспечивая их сотрудничество с Еврейской общиной Латвии и Центром иудаики Латвийского университета. Он постоянно участвовал в конференциях «Вторая мировая война и страны Балтии», проводившихся по инициативе Балтийского центра исторических и социально-политических исследований при поддержке правительства Москвы и Дома Москвы в Риге.
Григорий Смирин скончался 16 января 2017 года, похоронен на рижском кладбище Шмерли.

## Редакторские проекты
С 1996 года — восемь выпусков сборника материалов международных конференций «Евреи в меняющемся мире».
Научное редактирование Еврейской энциклопедии, подготовка к публикации около шести тысяч статей для неё.
Подготовка воспоминаний академика Виктора Калнберза, первого тома Материалов по истории евреев в Латвии и монографии Михаила Иткина о еврейских обрядовых предметах как объекте коллекционирования.